# Piper piscatorum
Piper piscatorum är en pepparväxtart som beskrevs av Trel. & Yunck.. Piper piscatorum ingår i släktet Piper och familjen pepparväxter. Inga underarter finns listade i Catalogue of Life.